# Accipiter poliogaster
El azor ventrigrís (Accipiter poliogaster) es una especie de ave rapaz sudamericana de la familia Accipitridae que puebla los bosques y selvas tropicales y subtropicales de zonas bajas. 
Se la encuentra en la mayor parte de Sudamérica, desde Argentina hasta Venezuela, pasando por Bolivia, Brasil, Colombia, Ecuador, Guayana Francesa, Guyana, Paraguay, Perú y Surinam.